# Nicolás Della Torre
Nicolás Enrique Della Torre (Buenos Aires, 1 maart 1990) is een Argentijns hockeyer.

## Levensloop
Della Torre was actief bij Ciudad de Buenos Aires tot 2017, toen maakte hij de overstap naar het Nederlandse HC 's-Hertogenbosch. Bij deze club bleef hij actief tot 2019. Tijdens de winterstop van seizoen 2017-2018 kwam hij uit voor het Maleisische Terengganu HT. Vanaf seizoen 2019-2020 kwam hij vervolgens uit voor het Belgische KHC Leuven. Na een seizoen bij deze club maakte hij de overstap naar KHC Dragons.
Daarnaast is hij actief in het Argentijns hockeyteam. Met de nationale ploeg behaalde hij onder meer goud op de Pan-Amerikaanse Spelen van 2015, het Zuid-Amerikaans kampioenschap van 2013 en de Pan American Cup van 2022.
Zijn partner Rocio Emme is ook actief in het hockey.